# María Nieves y Bustamante
María Manuela Nieves y Bustamante (Arequipa, 1861 - Arequipa, 28 de octubre de 1947) fue una representante de la narrativa histórica (novela, cuento y tradición) en Perú, su país natal. También creó la obra Jorge, el hijo del pueblo publicado en 1892 que es una de las principales del realismo peruano. Por su postura regionalista tuvo polémica con Clorinda Matto de Turner.
En su novela relata los episodios históricos de la guerra civil peruana de 1856-1858 y sobre todo los acontecimientos en la ciudad de Arequipa, es un canto épico que resalta el espíritu guerrero del pueblo arequipeño.

## Trayectoria
Desde la adolescencia mostró su vocación literaria, sin embargo sus primeros escritos por el medio y la época no trascendieron más allá del círculo de sus familiares y maestros. Asimismo, el historiador Hélard Fuentes comenta que "fue criada con sus hermanas María Celia, Sara y Libia, en un entorno familiar de gran amor y sencillez, lo que permitió que nuestra escritora vislumbrara diferentes aspectos de la realidad social, explorando los campos del conocimiento y las dimensiones inconmensurables de la imaginación".
A los 18 años de edad, María Nieves escribe Solemnes Ceremonias Fúnebres, con motivo de la inmolación de Miguel Grau, el pesar colectivo de la ciudadanía y los funerales que Arequipa tributó al héroe caído, ella narra estos acontecimientos en una carta y se la envía a su padre quien se encontraba transitoriamente en Cusco. 
Emilio Nieves, su padre, junto a otros amigos deciden darle publicidad a dicha carta en forma de volantes impresos, y encargaron de ello a don Manuel Minauro. Es así como por primera vez el año 1879 se divulga públicamente en Cusco un escrito de María Nieves cuyo título es “Noticias de Arequipa”, sin embargo por decisión de los editores el artículo sale publicado sin la firma de María Nieves. 
Al año  en 1880 en plena guerra del Pacífico se forma un grupo de damas arequipeñas que se encargarían de socorrer a los heridos. María Nieves integra este grupo de socorro y con tal motivo publica en el diario La Bolsa un encendido y patriótico artículo relacionado con esos momentos que le tocaba vivir. En esta oportunidad y por primera vez un artículo de ella se publica con su firma. Es así como nace su carrera periodística que se desarrolla, entre otras cosas, como valiente corresponsal de guerra. Se va al Cuzco en plena guerra como corresponsal de la publicación El Eco del Misti.
Sus artículos de diversa temática se publicaron en los diarios y revistas de Arequipa, Lima y Cusco. 
En Arequipa: La Bolsa, Eco del Misti, Revista del Sur, Escocia, La Libertad, El Pueblo y El Deber.
En Lima: Perlas y Flores, El Perú Ilustrado, La Opinión Nacional, La Mujer Peruana y El Picaflor.
En Cusco: La Ley.
En 1885 con motivo del tercer centenario de Santa Rosa de Lima, María Nieves escribió “El Elogio de la Santa Peruana”, que fue publicado por La Opinión Nacional. La crítica de la capital estimó que dicho artículo hubiera merecido el premio del concurso literario convocado en homenaje a la santa limeña. 
María Manuela Nieves y Bustamante, muere a los 86 años, sus restos fueron velados en la Municipalidad de dicha ciudad.
El hecho de que la arequipeña dio a su novela la acción y el desarrollo de la misma en tierras del Misti no es fundamento suficiente para que no se le considere nacionalmente al lado de Mercedes Cabello de Carbonera, Clorinda Matto de Turner, Cassós, Cisneros y Narciso Aréstegui, quienes igualmente y sin excepción trataron novelescamente temas concernientes a palpitantes problemas de sus regiones de origen como Lima, Cusco, Trujillo y cuya técnica narrativa no es mejor que la de Nieves y Bustamante.

## Cantante de ópera
María Nieves fue también cantante de ópera, integró el grupo “El Dúo de la Norma” junto a su hermana Sara. En esta oportunidad se presentaron en el teatro Fénix el 16 de octubre de 1884, al estrenar Clorinda Matto de Turner, su drama Ima Sumac.

## Obras
- Jorge, el hijo del pueblo (1940).
- La novela La sombra de Morán también la señala como autora, pero la obra parece haberse perdido.

## Reconocimiento
En 1921 año en que se conmemoró el centenario de la Independencia Nacional, el Colegio de Abogados de Arequipa otorgó a María Manuela Nieves y Bustamante una Medalla de Oro por la obra Jorge, el hijo del pueblo. 
Desde 1949, dos años después de su muerte, se exhibe su óleo en la galería de Personajes Ilustres de Arequipa y hoy desde aquí, contigo su hermoso rostro nos repite: que ella “sólo ha querido ser el espejo de su pueblo”.